# Isla de la Provincia
La isla de la Provincia (del francés: Île de la Province), en inglés: Province Island es una isla en su mayoría en la provincia canadiense de Quebec, pero en parte en el estado estadounidense de Vermont. Está situada en el lago Memphremagog. El área total de la isla es de 0,31 km². Aunque 0,028 km² en su extremo sur es parte de los EE. UU. (condado de Orleans en el Estado de Vermont), la parte predominante pertenece a la ciudad de Magog (conocido como Mem-Toag por los nativos americanos del Norte). A finales del siglo XVIII un pionero llamado Martin Adams y su esposa construyeron una casa en la isla, donde crecía el lino y las verduras. La isla era conocida anteriormente como Zabriskie y la isla de Howard. La frontera entre Canadá y los EE. UU. se caracteriza por una franja de cinco metros marcados en el bosque por los árboles.